# Méthode de Nomenclature Chimique
El Méthode de Nomenclature Chimique, en català Mètode de Nomenclatura Química, és un llibre publicat el 1787 a París pels químics francesos Louis Bernard Guyton de Morveau (1737-1816), Antoine Laurent Lavoisier (1743-1794), Claude Louis Berthollet (1748-1822) i Antoine François Fourcroy (1755-1809), on s'estableix per primera vegada un mètode sistemàtic per anomenar les substàncies químiques.
La influència del Méthode sobre la terminologia química, especialment la inorgànica, ha estat molt important, no només perquè molts dels nous termes que s'hi presenten s'han mantingut amb modificacions i ampliacions fins a l'actualitat, sinó especialment perquè les regles bàsiques recollides en el Méthode per anomenar noves substàncies segueixen vigents. L'ús d'arrels que designen els elements químics que constitueixen un compost químic, i diversos sufixos i prefixos que informen sobre la proporció relativa d'aquests elements, continua essent la base de bona part de la terminologia de la química inorgànica i d'algun tipus de composts orgànics.

## Antecedents

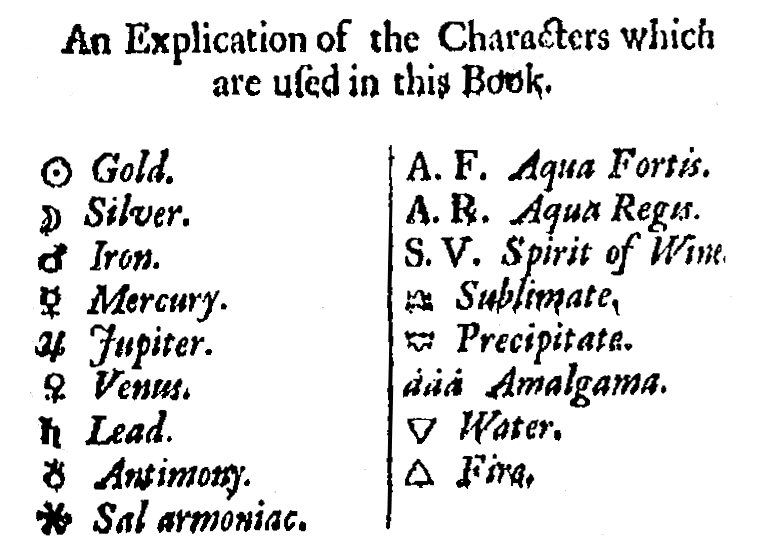
Noms i símbols alquímics d'una obra de Kenelm Digby

Abans de la publicació del Méthode, les substàncies químiques s'anomenaven sense cap criteri sistemàtic, de forma totalment arbitrària. N'hi havia que encara conservaven els noms del llenguatge emprat pels alquimistes des d'antic, com llana filosòfica (òxid de zinc sublimat); alguns feien referència al lloc on s'havien descobert, com vidriol de Xipre (sulfat de coure(II)) i sal d'Anglaterra (carbonat d'amoni); d'altres estaven relacionats amb la mitologia clàssica com esperit de Venus (àcid acètic) i saturn (plom); n'hi havia que prenien el nom de les seves característiques més destacades com aigua forta (dissolució comercial d'àcid nítric) i aire vital o aire desflogistitzat (oxigen); també alguns recordaven el seu descobridor o la persona que els havia popularitzat com licor fumant de Boyle (sulfur d'amoni), sal d'Epsom (sulfat de magnesi) i wolfram dels Srs. d'Elhuyar (tunsgtè); i alguns tenien relació amb materials de la vida quotidiana als quals s'assemblaven, com llet de calç (hidròxid de calci en aigua) i mantega de zinc (clorur de zinc).

La coexistència de diferents maneres d'anomenar les substàncies donà lloc a la proliferació de sinònims d'un mateix compost químic. L'actual sulfat de magnesi era conegut pels noms de sal d'Epsom, sal de Sedliz, sal catàrtica amarga, magnesia sulfatada o magnesia vidriolada; i el sulfat de potassi era anomenat sal policresta, sal de Glaser, tàrtar vidriolat, vidriol de potassa o arcà duplicat. Fins i tot, alguns d'aquests noms feien referència a mescles de diversos composts, ja que segons el mètode de preparació i les impureses eren diferents. També hi havia substàncies que no s'anomenaven igual en funció del seu estat d'agregació. Així el carbonat de potassi era conegut com a sal àlcali fix o àlcali vegetal, quan es trobava en estat sòlid, mentre que en dissolució aquosa concentrada rebia el nom d'oli de tàrtar.

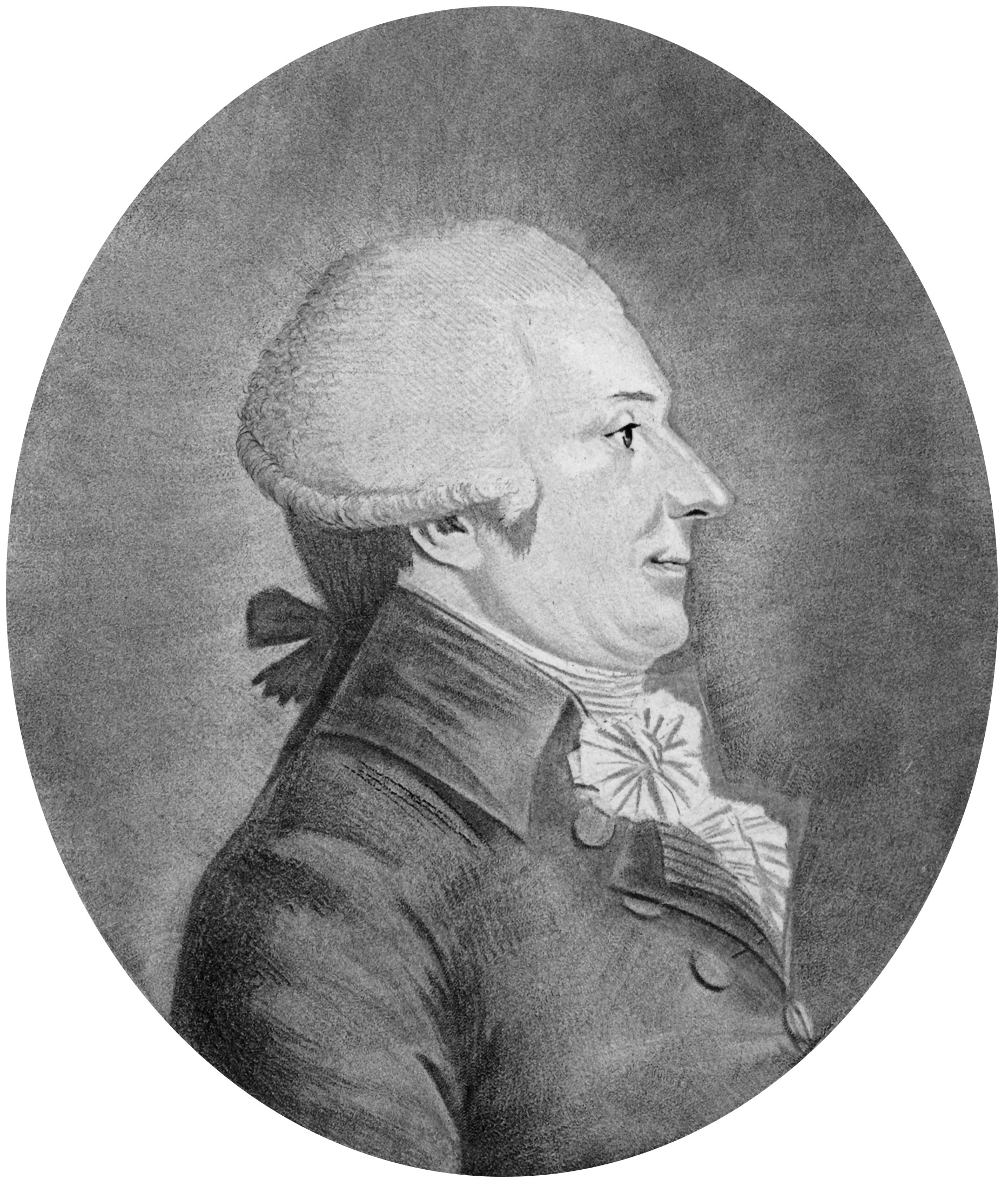
L.B. Guyton de Morveau, gravat d'E. Quenedey

Durant el segle xviii els nous composts químics que es descobrien començaren a anomenar-se a partir de la seva composició química gràcies als avenços en l'anàlisi química. Un dels químics impulsors d'aquest mètode fou el francès Pierre Joseph Macquer (1718-1784) que proposà anomenar les sals a partir de l'àcid del qual s'havien obtingut. Així s'anomenaren sals que duien totes el nom de vidriol (els actuals sulfats), de nitro (els actuals nitrats) i de sal marina (els clorurs actuals) entre d'altres. La combinació d'àcid vidriòlic i argent donava el vidriol d'argent o vidriol de lluna, i quan es combinava amb el coure, vidriol de coure o vidriol blau.
El primer intent de reforma de la nomenclatura el realitzà Louis Bernard Guyton de Morveau el 1782, però no aconseguí que fos acceptat per la comunitat científica. El sistema plantejat per Guyton de Morveau és un sistema de nom binomial comparable a l'emprat per Carl von Linné (1707-1778) pels éssers vius i amb l'objectiu que el nom dels composts indicàs la seva composició. Guyton viatjà des de Dijon a París per explicar el seu mètode a l'Académie des Sciences i Fourcroy i Berthollet el varen convèncer perquè completàs el seu treball en equip, dirigit per Lavoisier.

## Estructura

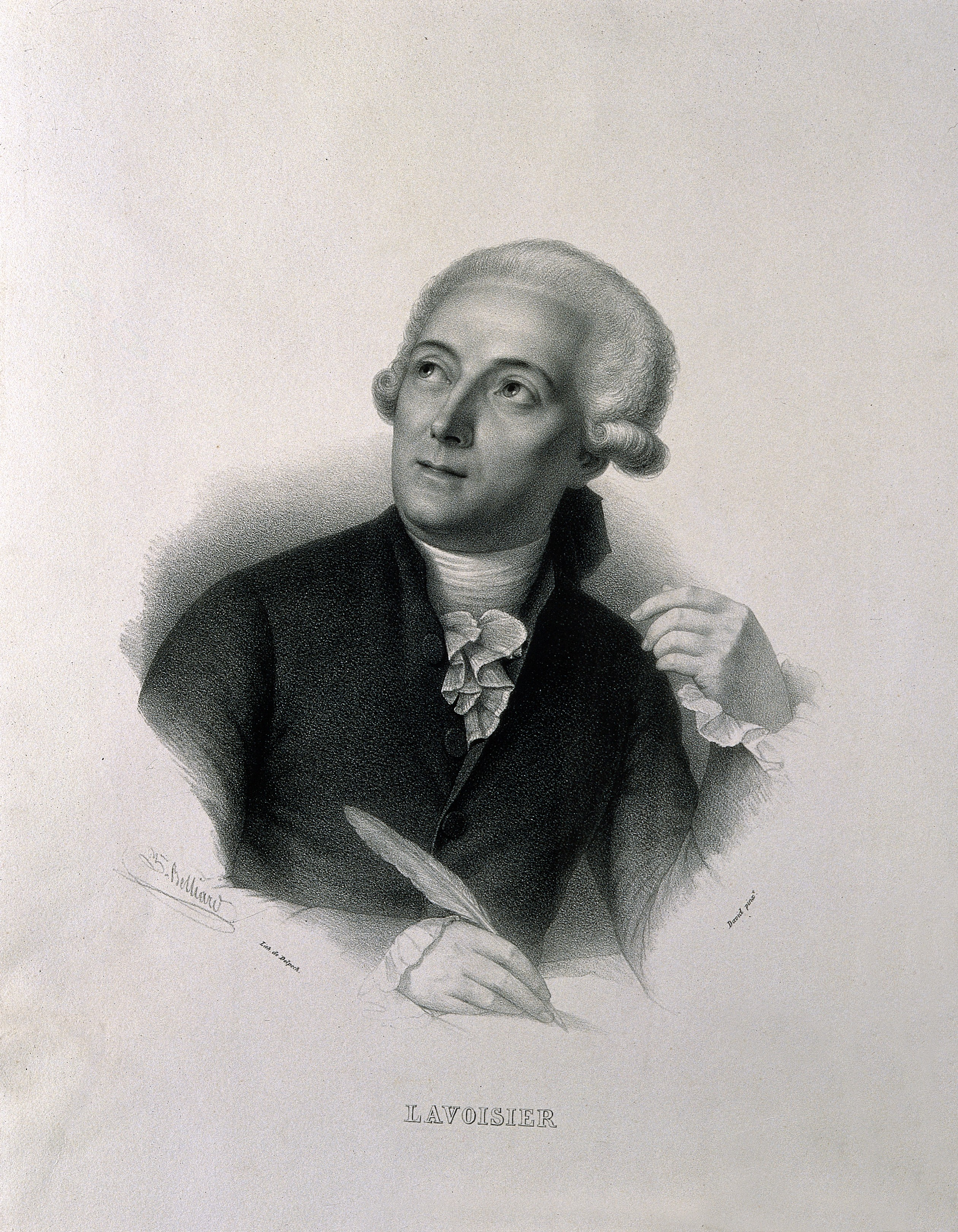
A.L. Lavoisier, litografia de Z. Belliard

El llibre fou imprès a la casa Cuchet de París enquadernat en format in-8è (plegat en octau), que correspon a unes mides de 152 mm per 230 mm. Consta de 312 pàgines i està dividit en dues parts. La 1a part s'estén fins a la pàgina 252 i conté tres memòries dels autors i un informe de l'Académie des Sciences. Entre les pàgines 100 i 101 hi ha una gran taula desplegable amb la llista de les noves denominacions. La 2a part conté dues memòries sobre els nous símbols dissenyats per Jean Henri Hassenfratz i Pierre Auguste Adet i un informe dels autors. Al final hi ha sis taules desplegables amb els nous símbols dels elements químics i la manera de combinar-los en els composts.

### Memòria de Lavoisier
El Méthode s'inicia amb una memòria que havia llegit Lavoisier el 18 d'abril de 1787 davant els membres de l'Académie i que duu per títol Sobre la necessitat de reformar i perfeccionar la nomenclatura de la química.
En aquesta memòria Lavoisier explica les aportacions a la nomenclatura que havien fet Macquer, Antoine Baumé (1728-1804) i Guyton de Morveau. Lavoisier introdueix dos canvis importants en el projecte inicial de Guyton. Per una banda, la nomenclatura ha d'adaptar-se a la seva teoria, i per una altra, la nomenclatura no és només una qüestió convencional sinó que ha de reflectir la naturalesa de les substàncies. Lavoisier assenyala que els noms antics no són sistemàtics, molts són ridículs, i entorpeixen l'avanç del progrés químic. Es basà en les idees del filòsof francès Étienne Bonnot de Condillac (1715-1780) que proposava que les substàncies més simples eren les que s'havien d'anomenar primer, amb noms que recordassin les sensacions que proporcionaven els objectes.

### Memòria de Guyton de Morveau
A continuació de la memòria de Lavoisier hi ha una memòria de Guyton de Morveau, que s'inicia a la pàg. 26. El títol és Sobre el desenvolupament dels principis de la nomenclatura metòdica. Correspon a l'aplicació pràctica de les idees desenvolupades per Lavoisier. Les substàncies simples s'anomenen primer amb un nom únic, sense donar massa importància al criteri per elegir el nom. N'hi ha que són els mateixos que els emprats pels alquimistes, com mercuri; d'altres s'anomenen a partir del mineral on se'ls ha descobert, com el tungstè; i d'altres són de nova creació, com oxigen que prové dels mots grecs ὀξύς (oxys), "àcid", del gust dels àcids, i -γενής (-genēs), "productor", literalment "engendrador"; o hidrogen del grec ὕδωρ (hydro), "aigua" i -γενής (-genēs), "engendrador".

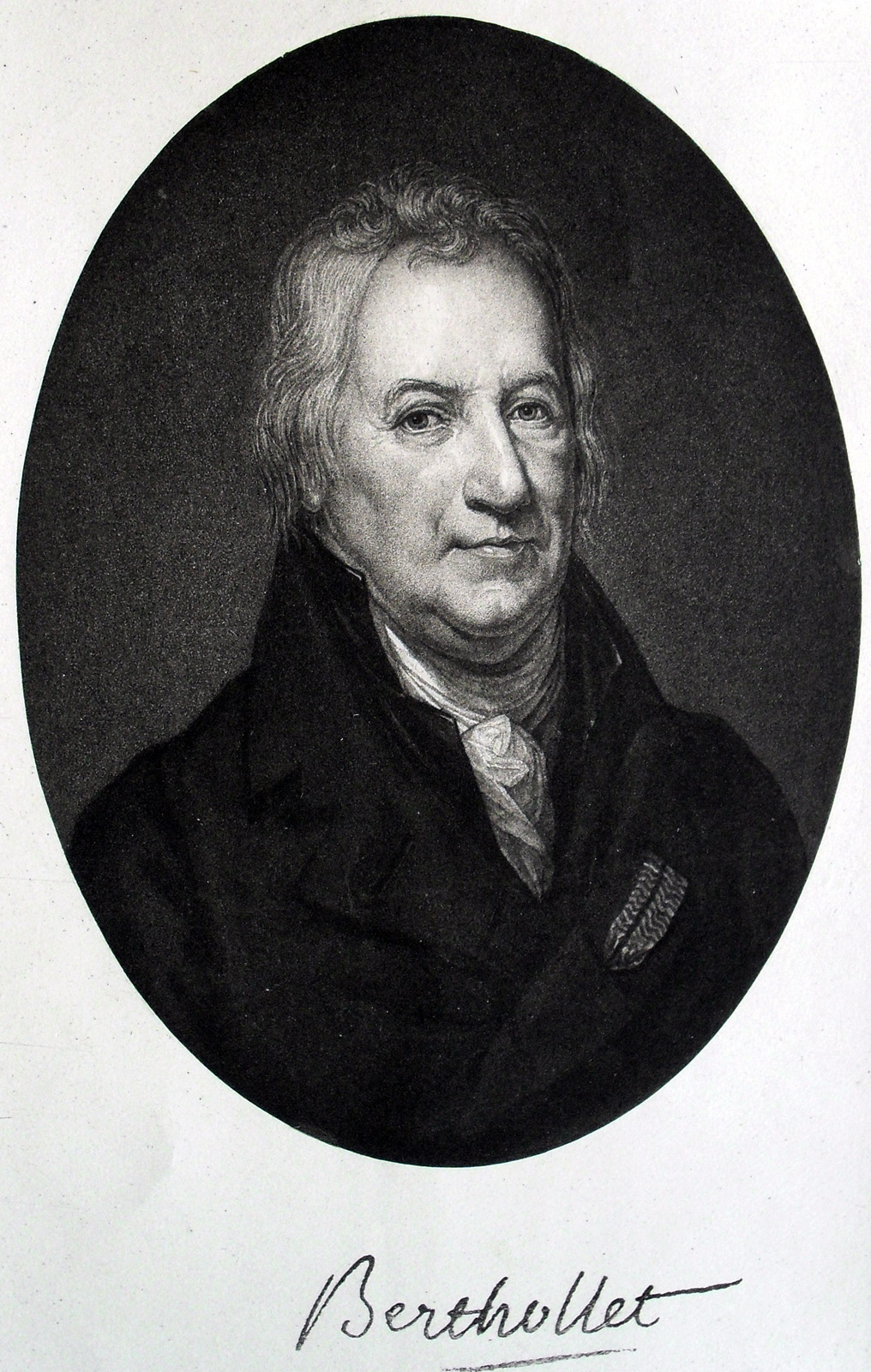
C.L. Berthollet

Per anomenar composts químics se segueix un criteri més sistemàtic. Els noms dels composts són noms binaris formats mitjançant les arrels dels noms dels elements, amb la finalitat d'indicar la composició química. Les combinacions dels metalls amb l'oxigen, que no formen àcids, s'anomenen òxids (oxides en francès), i les combinacions sense oxigen se'ls assigna el sufix -ur (-ure en francès). El sufix -ur prové del nom llatí del sofre, sulfur. S'obtenen noms binaris com ara òxid de zinc o sulfur de sodi. Per diferenciar diferents òxids del mateix element s'afegeix una característica. Així hi ha l'òxid de plom groc (monòxid de plom) i l'òxid de plom vermell (tetraòxid de triplom).
Per diferenciar composts que contenen els mateixos elements químics en proporcions diferents s'utilitzen diferents sufixos. Així els àcids amb major proporció d'oxigen s'anomenen amb el sufix -ic (-ique en francès). Per exemple àcid sulfúric, àcid fosfòric o àcid nítric. Els que en tenen menor proporció d'oxigen s'anomenen amb el sufix -ós (-eux en francès). Per exemple àcid sulfurós, àcid fosforós o àcid nitrós. El sufix -ic és un sufix àton, del llatí -icus, -a, -um, que significa "relatiu o pertanyent a", ja que són els àcids més habituals de l'element en qüestió. El sufix -ós prové del llatí -osus, -a, que significa "tirant a" o "que té qualitats pròpies de".
Les oxisals acabades en -at (-ate en francès), com els sulfats, els fosfats o els nitrats, tenen una proporció major d'oxigen que les acabades en -it (-ite en francès), com els sulfits, els fosfits o els nitrits. El sufix -at prové del llatí -atus, -a, que significa "abundància", i el sufix -it del llatí -ittus, -itta, que té valor diminutiu. S'obtenen noms binaris com nitrat d'alumini, fosfit d'argent o sulfat de potassi.
Guyton de Morveau finalitza la seva memòria recomanant que en les traduccions a altres idiomes s'adaptin els noms en llatí i no pas els francesos, amb l'objectiu d'unificar al màxim les noves denominacions.

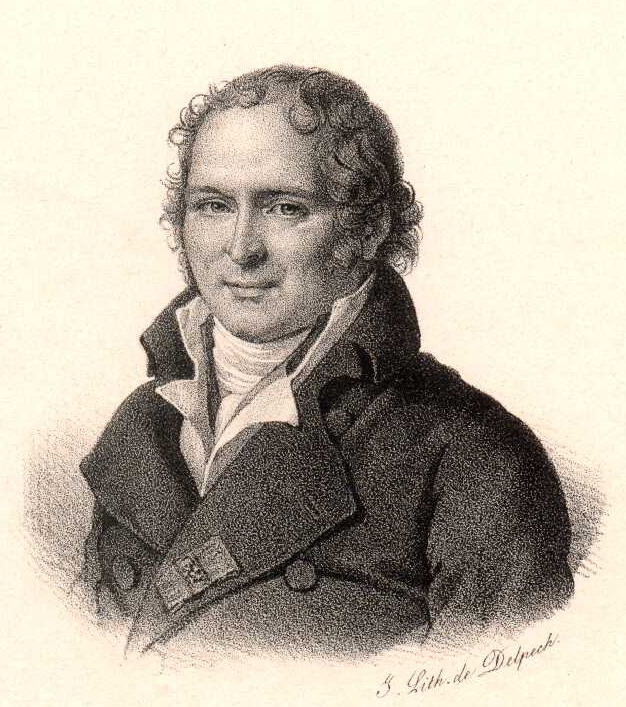
A.F. Fourcroy, gravat de F.S. Delpech

### Memòria de Fourcroy
S'encarregà d'aquesta part Fourcroy que comença a la pàg. 75. En ella explica una gran taula desplegable amb la llista de les noves denominacions situada entre la pàgina 100 i la 101. La taula està dividida en sis columnes. La primera columna conté 55 substàncies simples, deixant ben clar que no són totes elements químics. Són simples perquè no han sigut descompostes i que ho poden ser en un futur, amb la qual cosa perdrien aquesta categoria. Aquestes substàncies simples es classifiquen en cinc grups:
1. El primer conté quatre substàncies que els autors consideren que són elements químics amb tota seguretat, són la llum, la calor, l'oxigen i l'hidrogen.
2. El segon grup conté 26 substàncies que donen lloc a àcids per combinació amb l'oxigen, quatre d'elles ja havien sigut aïllades separant-les de l'oxigen, són el nitrogen, el carboni, el sofre i el fòsfor; la resta malgrat que no s'hagin pogut separar de l'oxigen els autors suposen que amb els anys s'aconseguirà. Alguns d'ells efectivament són oxoanions d'elements encara no aïllats, però la majoria són anions orgànics.
3. El tercer grup conté els 17 metalls coneguts a finals del segle xviii.
4. El quart grup està format per cinc substàncies el que els autors anomenen terres i que són els actuals òxids de no metalls.
5. El cinquè grup el formen dels àlcalis: l'hidròxid de sodi, l'hidròxid de potassi i l'amoníac.[1]

Les columnes que segueixen corresponen a combinacions amb la calor (per exemple l'hidrogen amb la calor dona el gas hidrogen), combinacions amb l'oxigen (àcids amb els no metalls, àcids amb alguns metalls i òxids amb els metalls), amb l'oxigen i la calor conjuntament (s'hi classifiquen els òxids de no metalls com el diòxid de carboni o el diòxid de sofre), dels composts oxigenats amb les bases que donen les sals (hom hi troba els nitrats i els nitrits, els sulfats i sulfits o els acetats i els citrats), i finalment d'unes substàncies amb les altres sense oxigen (hom hi troba els sulfurs, els carburs o els fosfurs).
Els segueixen un llarg llistat de sinònims on es relacionen els noms antics per ordre alfabètic amb les noves denominacions, que sembla elaborada en part per Berthollet. Finalitza amb un diccionari on hi ha una relació de totes les substàncies amb les denominacions noves ordenades per ordre alfabètic (en francès i en llatí), amb alguna explicació i amb l'equivalència amb el nom antic si existia, on probablement també col·laborà Berthollet.

### Informe de l'Académie des Sciencessobre la nova nomenclatura
L'informe de l'Académie des Sciences s'inicia a la pàg. 238 i la signen els acadèmics Antoine Baumé (1728-1804), Louis Claude Cadet de Gassicourt (1731-1799), Jean d'Arcet (1724-1801) i Balthazar Georges Sage (1740-1824). El primer i el darrer, declarats contraris a la nova química de Lavoisier.
En aquest informe, l'aspecte més destacat és que la reforma de la nomenclatura s'entén que enterra definitivament la teoria del flogist. S'hi realitza un balanç d'ambdues teories, la del flogist i la de Lavoisier, i proporciona una guia per analitzar la controvèrsia que es produí entre els partidaris de cadascuna.

### Memòries dels nous símbols

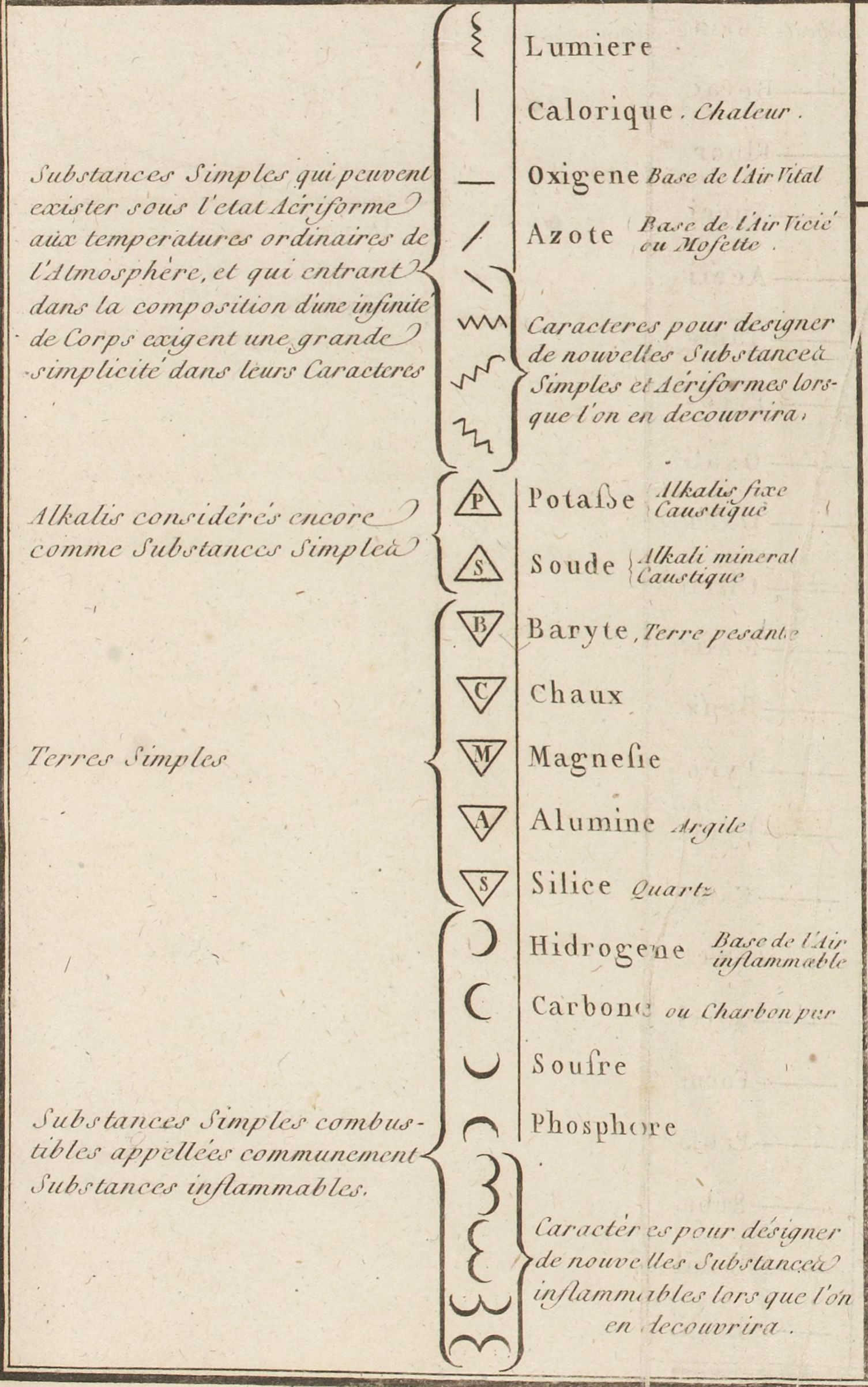
Alguns dels símbols de les substàncies simples amb símbols dissenyats per a substàncies encara desconegudes

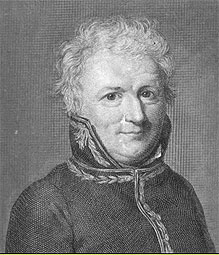
Jean Henri Hassenfratz

Aquesta part consta de dues memòries, que comencen a la pàg. 253, fou elaborada no pels autors, sinó per dos joves químics Jean Henri Hassenfratz (1755-1827) i Pierre Auguste Adet (1763-1832) que s'encarregaren de dissenyar un sistema de símbols que representassin cada element químic i els radicals. L'objectiu era substituir els antics símbols alquímics amb uns nous símbols creats de forma sistemàtica.

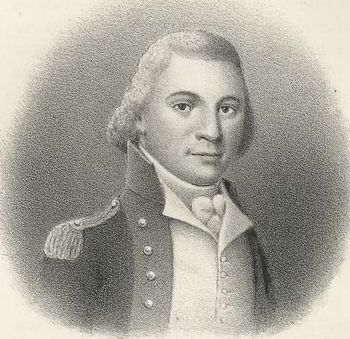
Pierre Auguste Adet

#### Símbols de les substàncies simples
1. La llum se simbolitza amb una línia ondulada vertical, la calor amb una línia recta vertical {\displaystyle \mid }, l'oxigen amb una horitzontal {\displaystyle -} i el nitrogen amb una inclinada 45° {\displaystyle \diagup }.[1]
2. Els àlcalis, hidròxid de sodi i hidròxid de potassi se simbolitzen amb un triangle equilàter amb un vèrtex per amunt, {\displaystyle \bigtriangleup }, que conté la inicial en majúscula, P per a la potassa i S per a la sosa.[1]
3. Les terres (òxid de bari, òxid de calci, òxid de magnesi, òxid d'alumini i diòxid de silici) se simbolitzen amb triangles equilàters amb un vèrtex per avall, {\displaystyle \bigtriangledown }, que contenen la primera lletra en majúscula dels noms. Així posen C per a la calç (òxid de calci), S per a la sílice (diòxid de silici).[1]
4. Les substàncies inflamables (hidrogen, carboni, sofre i fòsfor) se simbolitzen amb mitges llunes orientades a costats diferents: hidrogen {\displaystyle )}, carboni {\displaystyle (}, sofre {\displaystyle \smile } i fòsfor {\displaystyle \frown }.[1]
5. Els metalls se simbolitzen amb un cercle, {\displaystyle \bigcirc }, que conté la inicial en majúscula del nom en llatí. La majoria se simbolitzen amb una sola lletra, però hi ha tres casos que tenen la mateixa inicial i per diferenciar-los s'empra una segona lletra en minúscula. D'aquesta manera l'estany se simbolitza amb una S de stannnum i l'antimoni amb una Sb de stibium. També hi ha una excepció, l'or se simbolitza amb un punt dintre del cercle, ʘ, igual que havien fet els alquimistes.[1]
6. Hi ha un grup de 22 substàncies, que actualment són oxoanions, que els autors suposaven que d'ells se'n podrien aïllar elements químics encara no descoberts. Se simbolitzen amb un quadrat, {\displaystyle \Box }, posant al seu interior la inicial en majúscula del nom seguida d'una minúscula si coincideixen dues majúscules. Hi ha el radical muriàtic, simbolitzat amb una M, que posteriorment es descobrí que contenia un nou element el clor, però que no es combinava amb l'oxigen per donar l'àcid muriàtic (actual àcid clorhídric); el radical acètic simbolitzat amb A; l'oxàlic amb O, el cítric amb C, el benzoic amb una Bz, el fòrmic amb Fm fins a arribar a 22. Alguns duen dues lletres majúscules fusionades en una sola. Tots aquests darrers són compostos orgànics i no contenen cap element desconegut.[1]
7. El darrer grup el formen sis substàncies compostes que no són acidificables. Se simbolitzen amb un rombe, {\displaystyle \lozenge }, amb lletres dintre. Hi ha l'etanol, A, o l'èter etílic, E.[1]

#### Símbols de les substàncies compostes

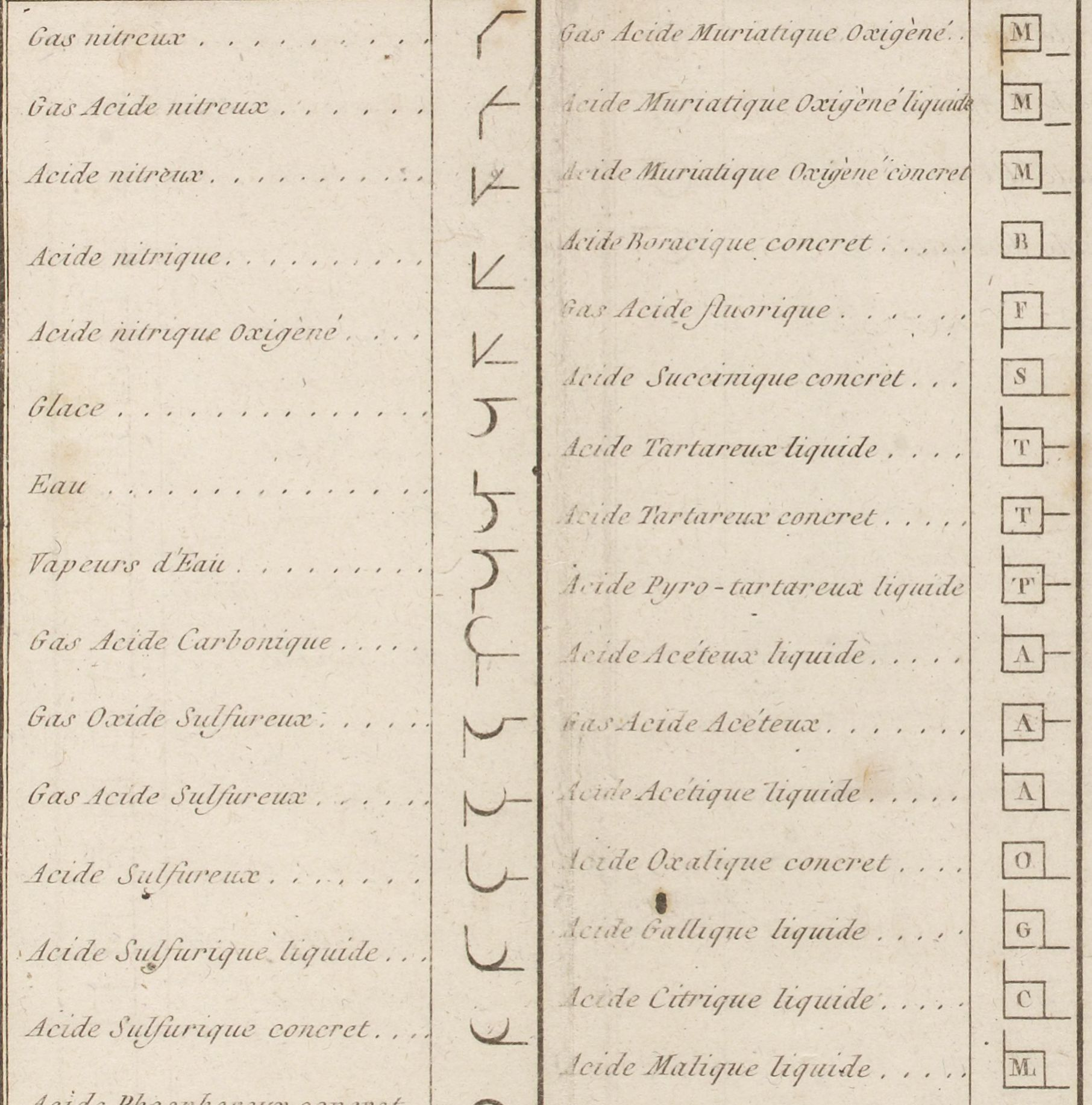
Part de la Taula III on hi ha combinacions de l'oxigen i de la calor amb altres substàncies. Es veuen les fórmules del gel, l'aigua i del vapor d'aigua, entre d'altres

Per a obtenir la fórmula dels composts químics, és suficient combinar els símbols de les substàncies simples que els componen, però cal combinar-los de manera que el símbol també ha de reflectir l'estat físic. Així el gel, l'aigua líquida i el vapor d'aigua no tenen el mateix símbol. El gel conté el símbol de l'hidrogen {\displaystyle )} i el de l'oxigen {\displaystyle -} afegit a la punta superior del símbol de l'hidrogen i cap a la dreta; l'aigua líquida duu a més el símbol de la calor {\displaystyle \mid } partint de la mateixa punta del símbol {\displaystyle )} i per amunt, com tots els líquids; finalment el vapor d'aigua duu els mateixos símbols, però el de la calor parteix per avall des de la punta inferior del símbol {\displaystyle )}, com tots els gasos. El diòxid de carboni duu el símbol del carboni {\displaystyle (} més el símbol de l'oxigen {\displaystyle -} que parteix de la punta inferior i el de la calor {\displaystyle \mid } també partint del mateix punt, ja que es tracta d'un gas com el vapor d'aigua. L'òxid de zinc se simbolitza amb el símbol del zinc, una Z dintre d'un cercle {\displaystyle \bigcirc } i amb el símbol de l'oxigen {\displaystyle -} que parteix de la part superior de l'esfera cap a la dreta. El símbol de la calor no apareix, ja que es tracta d'un sòlid. L'àcid sulfúric i l'àcid sulfurós se simbolitzen amb el símbol del sofre {\displaystyle \smile }, el símbol de la calor partint per amunt de la punta de l'esquerra {\displaystyle \mid }, perquè són líquids, i amb el símbol de l'oxigen {\displaystyle -}. Per diferenciar-los, ja que no tenen la mateixa proporció d'oxigen, a l'àcid sulfúric està situat a la part inferior partint cap a la dreta i en l'àcid sulfurós està situat a mitja altura. No apareix el símbol de l'hidrogen perquè Lavoisier creia que les propietats àcides eren degudes a l'oxigen i perquè tampoc s'havia descobert que tots els àcids tenen hidrogen i que és el causant de l'acidesa segons la teoria àcid-base de Brønsted i Lowry.

### Informe de l'Académie des Sciencessobre els nous símbols
Entre les pàgines 288 i 312 hi figura l'informe favorable de l'Académie des Sciences sobre els símbols proposats per a les substàncies simples i la manera de combinar-los per aconseguir els símbols dels composts químics format per combinació de les substàncies simples. L'informe va signat per Lavoisier, Berthellot i Fourcroy.

## Repercussió

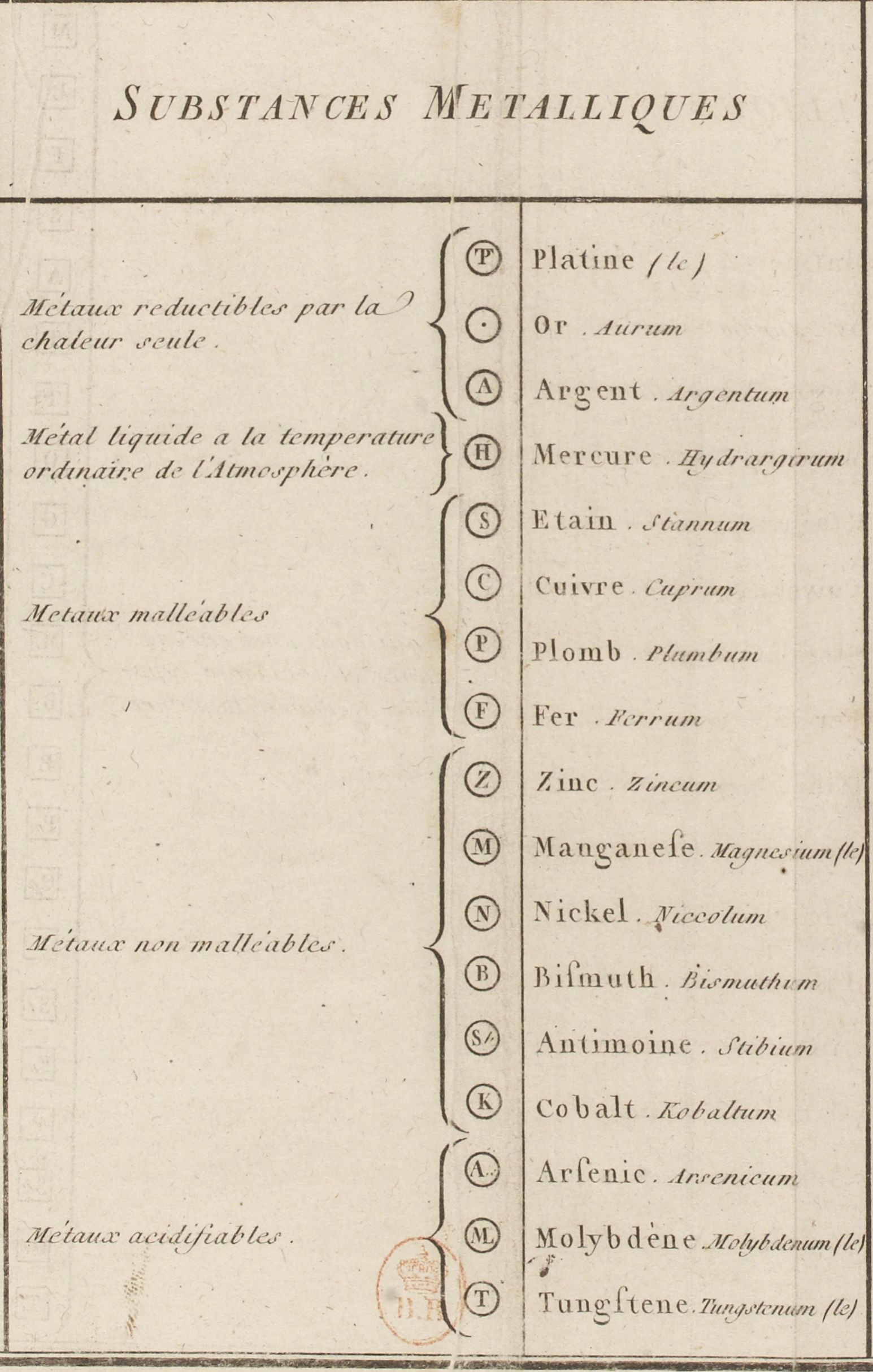
Símbols dels metalls. La inicial del nom en llatí, amb una segona lletra en minúscula per diferenciar les repeticions de la 1a lletra, dintre d'un cercle.

### Segona edició i traduccions
Hi hagué una segona i darrera edició amb el nou títol Nomenclature Chimique, ou Synonymie ancienne et moderne, pour servir a l'Intelligence des Autheurs, Nouvelle Édition, à laquelle on a joint differents Mémoires et Rapports de MM. Lavoisier, Fourcroy, Morveau, Cadet, Baumé, d'Arcet et Sage, sur la Necessite de réformer et de perfectionner la Nomenclature, publicada el 1789. Conté els mateixos textos, però es retiraren les memòries de Hassenfrantz i Adet, probablement per evitar una polèmica i facilitar l'adopció de les idees de Lavoisier.
Les idees del Méthode foren acceptades per la major part dels químics europeus, malgrat la traducció d'alguns noms a algunes llengües com l'alemany, el danès o el suec, fou dificultosa i s'adoptaren noms que no es deriven del llatí. El químic suec Jöns Jacob Berzelius (1779-1848) adaptà la nomenclatura a les llengües germàniques i l'amplià, el 1811, per incloure els nous descobriments.

A Espanya, en realitzà la traducció Pedro Gutiérrez Bueno (1745-1822) i es publicà el gener del 1788, un any després de l'edició francesa, amb el títol Método de la Nueva Nomenclatura Química, essent la primera edició no francesa. La primera edició en anglès també és del 1788 i duu per títol Method of Chemical Nomenclature, essent el traductor James St. John, que havia estudiat a París i mantenia correspondència amb Fourcroy. La segona edició en anglès és del 1794 i fou traduïda a partir de la segona edició francesa per George Pearson (1751-1828), un dels primers deixebles anglesos de Lavoisier. El 1799, Pearson en publicà una altra edició més completa que la primera. També als Estats Units s'edità una traducció realitzada per Lyman Spalding (1775-1821), professor de química en el Dartmouth College, i titulada A New Nomenclature of Chemistry. La primera traducció a l'alemany fou realitzada per Christoph Girtanner (1760-1800) i publicada el 1791 amb el títol Neue chemische Nomenklatur für die Deutsche Sprache, molt incompleta. Karl Freiherr von Meidinger (1750-1820) publicà la primera traducció completa a l'alemany a Viena el 1793. A Itàlia es publicà la traducció del farmacèutic Pietro Calloud (1770-1835) el 1789 amb el títol Methodo di Nomenclatura Chimica.

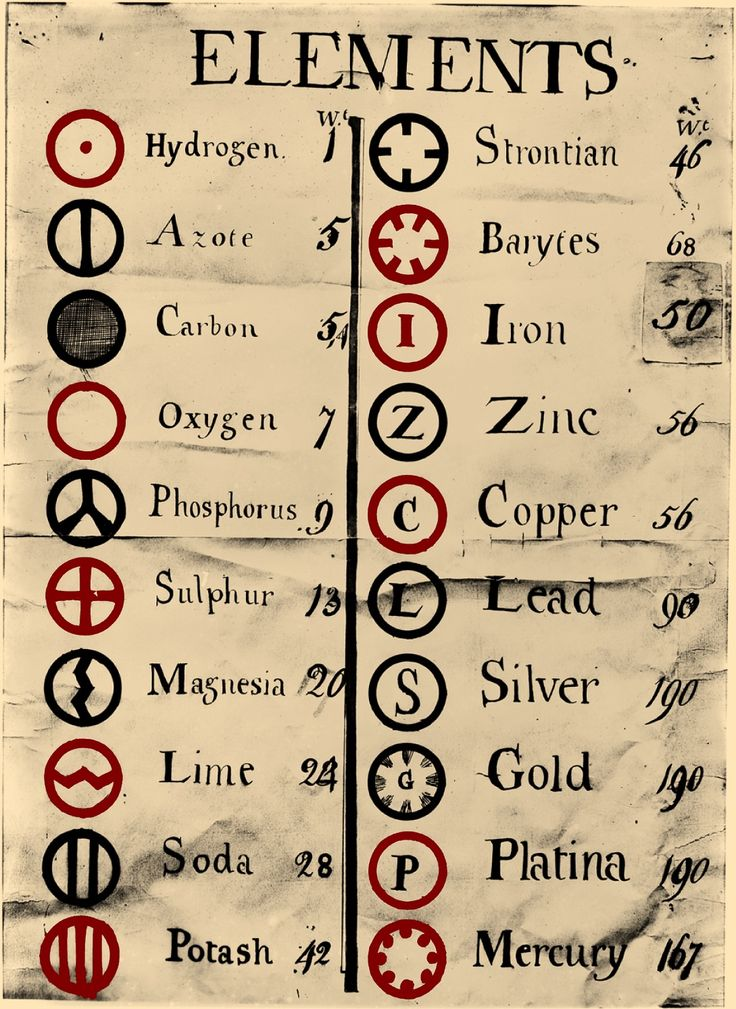
Alguns del símbols de Dalton

### Simbologia
Lavoisier, Berthollet i Fourcroy no concediren la menor rellevància als nous símbols dissenyats per Hassenfratz i Adet. Així, Lavoisier no els emprà en cap lloc en el seu Tractat Elemental de Química que publicà el 1789. Per contra, Guyton de Morveau els inclogué en les seves lliçons a Dijon entre el 1788 i el 1791, i a les seves classes a l'École Polytechnique de París a partir de 1791. Els nous símbols pràcticament no arribaren a usar-se. Per altra banda, hi havia problemes tipogràfics a l'hora de dur articles o llibres a les impremtes que no estaven preparades per imprimir-los amb tots aquests símbols.
Tanmateix el sistema dissenyat per Hassenfratz i Adet per simbolitzar els elements químics a partir del nom amb una lletra majúscula i una segona minúscula, si calia per diferenciar dos elements amb la mateixa inicial, aconseguí imposar-se amb els anys. Així John Dalton (1766-1840) en el seu A New System of Chemical Philosophy del 1808, simbolitza tots els elements dins d'un cercle, {\displaystyle \bigcirc }, com els metalls en el Méthode i posa una figura a l'interior o d'una a dues lletres, la primera en majúscula i la segona en minúscula a partir del nom en anglès (C de copper, N de nickel, Z de zinc, B de bismuth, que coincideixen amb els símbols de Hassenfratz i Adet i d'altres com I d'iron, L de lead o Tu de tungste que no coincideixen). El titani i el cobalt els simbolitza amb tres lletres Tit i Cob sense necessitat de fer-ho.
Poc temps després, el 1813, Jöns Jacob Berzelius simplificà més la simbologia del Méthode i de Dalton eliminant els cercles i les figures, i anomenant sempre els elements químics amb una primera lletra en majúscula i una segona en minúscula, si calia, per diferenciar dos elements amb la mateixa inicial del nom en llatí. Donà preferència als no metalls a l'hora d'emprar només una lletra. Així donà els símbols S de sulphur, Si de silicium, St de stibium (antimoni), Sn de stannum (estany). Amb aquesta darrera simplificació i alguns canvis posteriors s'ha arribat als símbols químics emprats en l'actualitat.